# Phòng Hòa bình Quốc tế

International Peace Bureau Logo

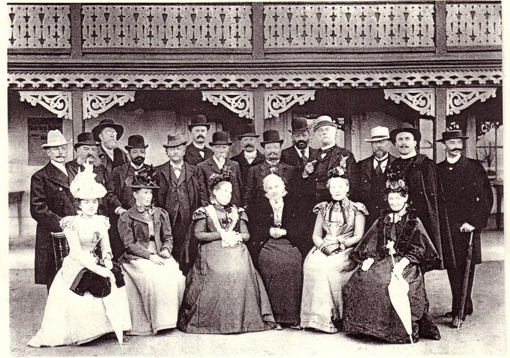
Hội đồng Phòng Hòa bình Quốc tế tại Berne năm 1899

Phòng Hòa bình Quốc tế (tiếng Anh: International Peace Bureau (tiếng Pháp: Bureau international de la paix) là tổ chức hòa bình quốc tế lâu đời nhất. Phòng này được thành lập năm 1891, và đã được trao Giải Nobel Hòa bình năm 1910.
Tổ chức này được thành lập dưới tên ban đầu là Permanent international peace bureau (tiếng Pháp: Bureau international permanent de la paix). Từ năm 1912 trở đi, Phòng đổi tên thành Phòng Hòa bình Quốc tế. Từ năm 1946 tới 1961, tổ chức này mang tên International Liaison Committee of Organizations for Peace – ILCOP (Comité de liaison international des organisations de paix = Ủy ban liên lạc quốc tế các tổ chức hòa bình).

## Các chủ tịch
- Ernst Wolf - 1963-1974
- Sean MacBride - 1974-1985
- Bruce Kent - 1985-1992
- Maj Britt Theorin - 1992-2000
- Cora Weiss - 2000- 2006
- Tomas Magnusson 2006 - tới nay